# Sankt Hansgatan
Sankt Hansgatan är en gata i Visby innerstad som går mellan Visborgsgatan vid Slottsparken och korsningen Smedjegatan där Tranhusgatan tar vid. Gatan går parallellt med Mellangatan och Strandgatan, i en nordöstlig riktning.

## Historik
Gatan finns omnämnd redan i medeltida handlingar och är en av de fåtal gator som inte byter namn under framväxten av stadens historia.Under 1920-talet fick gatan en betydligt öppnare karaktär i och med rivningar och ombyggnader i bland annat kvarteret Skolan och kvarteret Laboratorn. Breddningen innebar även att portiker anordnades för delar av gångbanan.

## Bilder

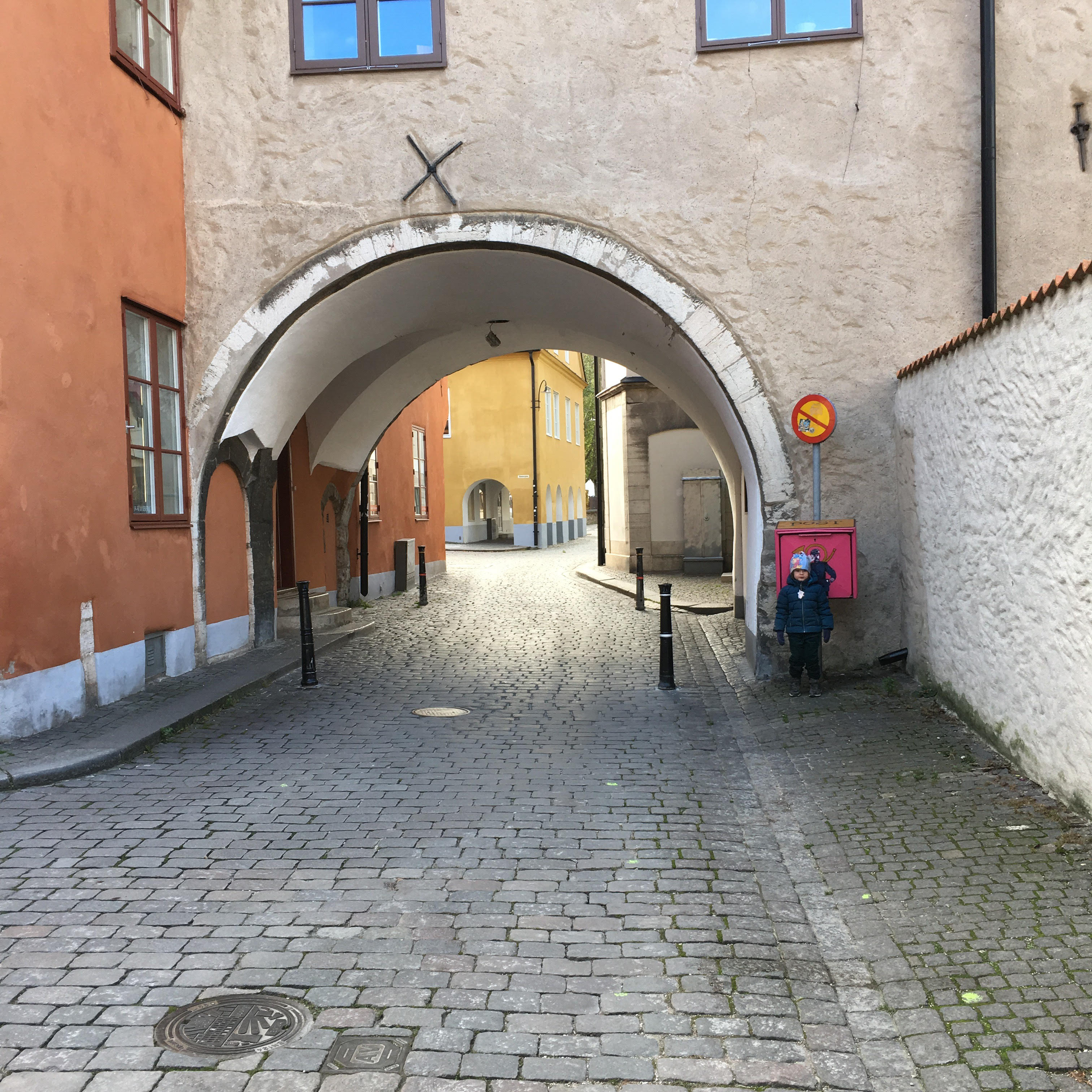
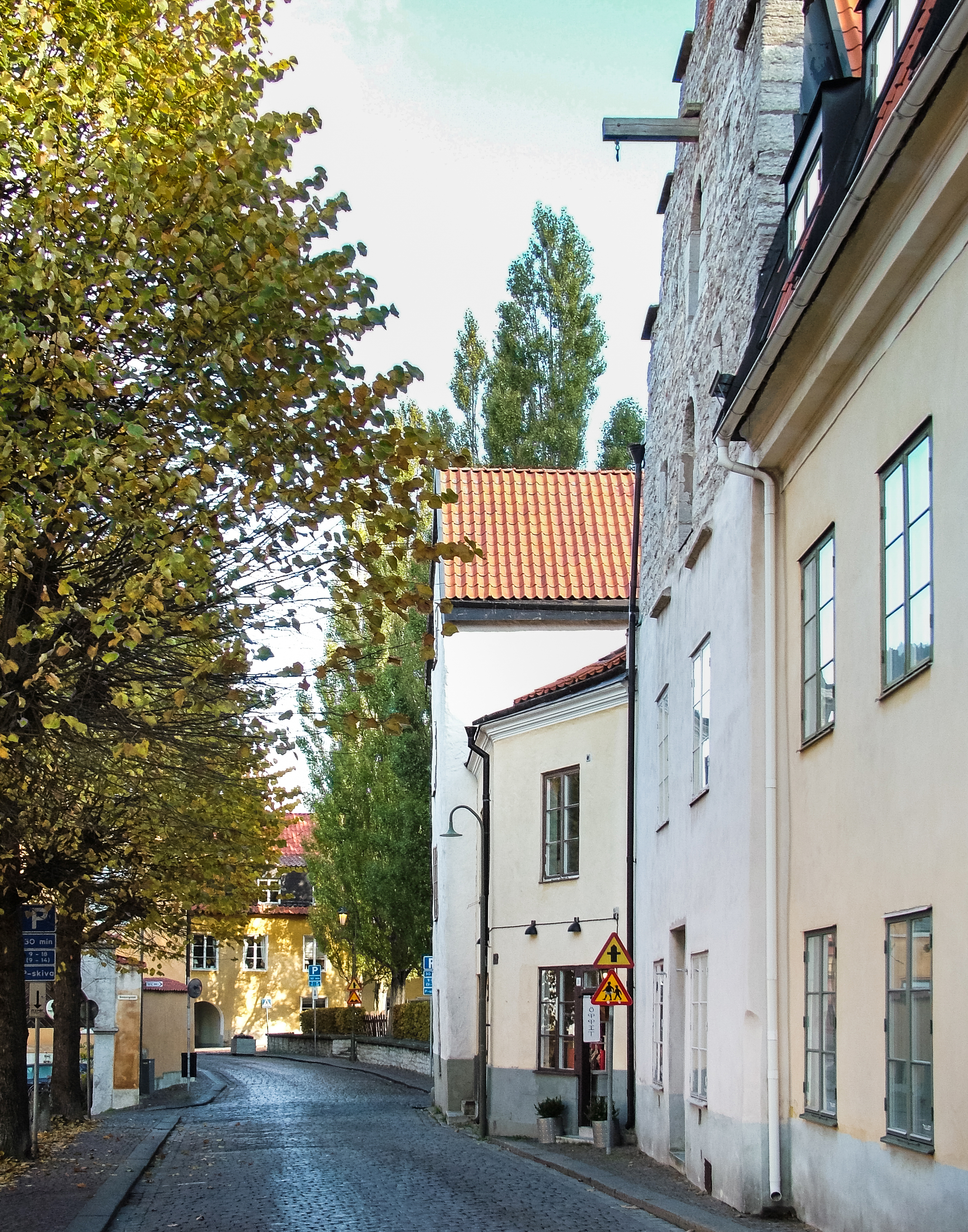
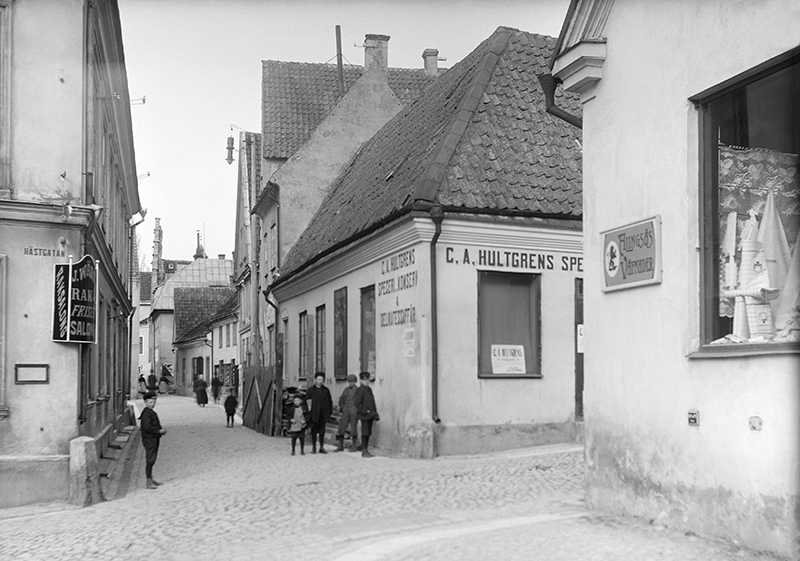
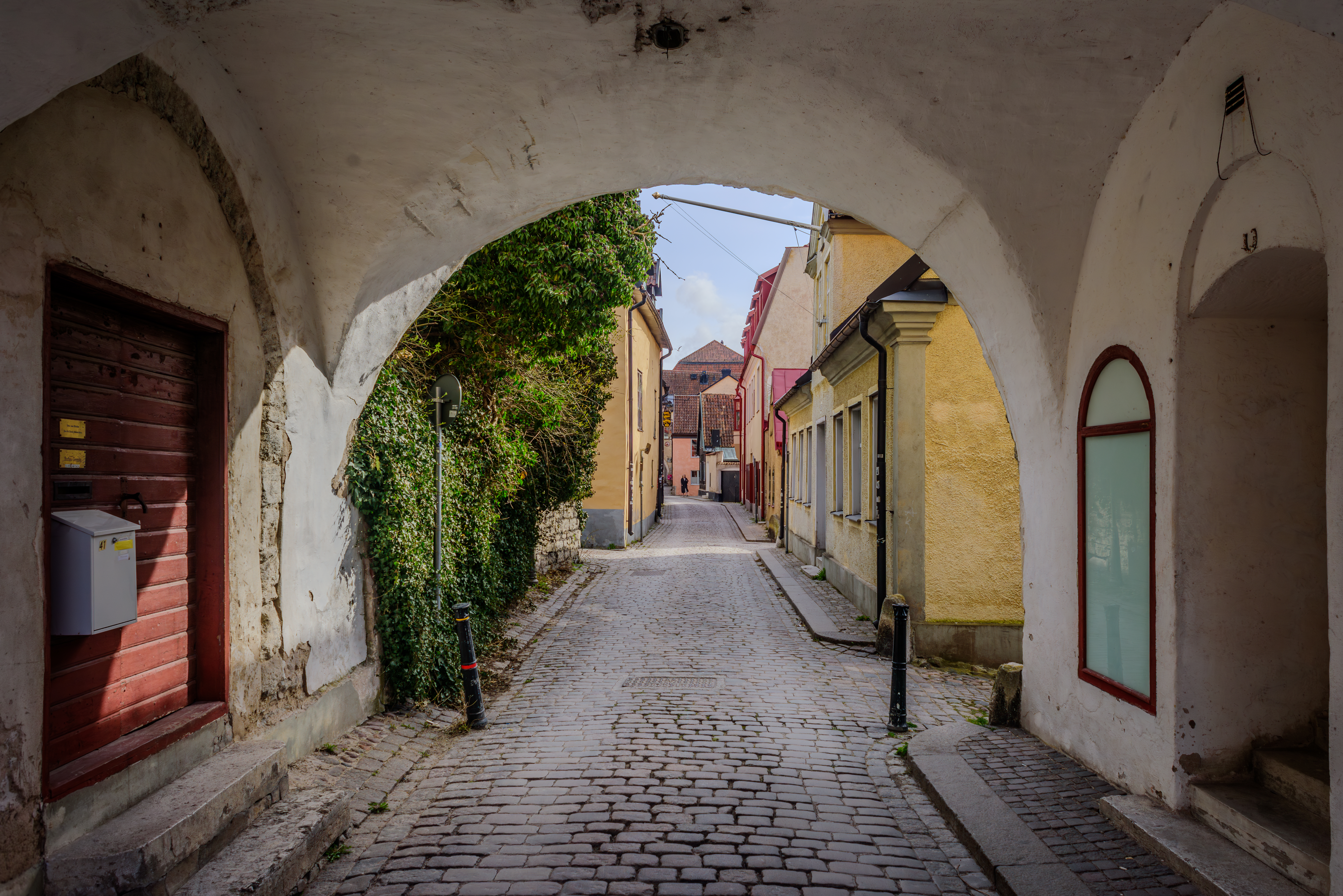

## Byggnader (urval)
- Sankt Hansskolan
- Gotlands konstmuseum
- Gotlands Bryggeri
- Säveska huset
- Sankt Hansgatan 41
- Sankt Lars kyrkoruin
- Drottens kyrkoruin
- Gamla rådhuset